# Sphenotitan
Sphenotitan es un género extinto de reptil esfenodóntido opistodontiano basal que vivió durante el Triásico Superior en la Formación Quebrada del Barro situada en el noroeste de Argentina. Fue descrito y nombrado originalmente por Ricardo N. Martínez, Cecilia Apaldetti, Carina E. Colombi, Ángel Praderio, Eliana Fernández, Paula Santi Malnis, Gustavo A. Correa, Diego Abelin y Óscar Alcober en 2013 y la especie tipo es Sphenotitan leyesi.